# Choryně
Choryně (in tedesco Chorin) è un comune della Repubblica Ceca facente parte del distretto di Vsetín, nella regione di Zlín.